# Будинок, в якому мешкав Коста Хетагуров

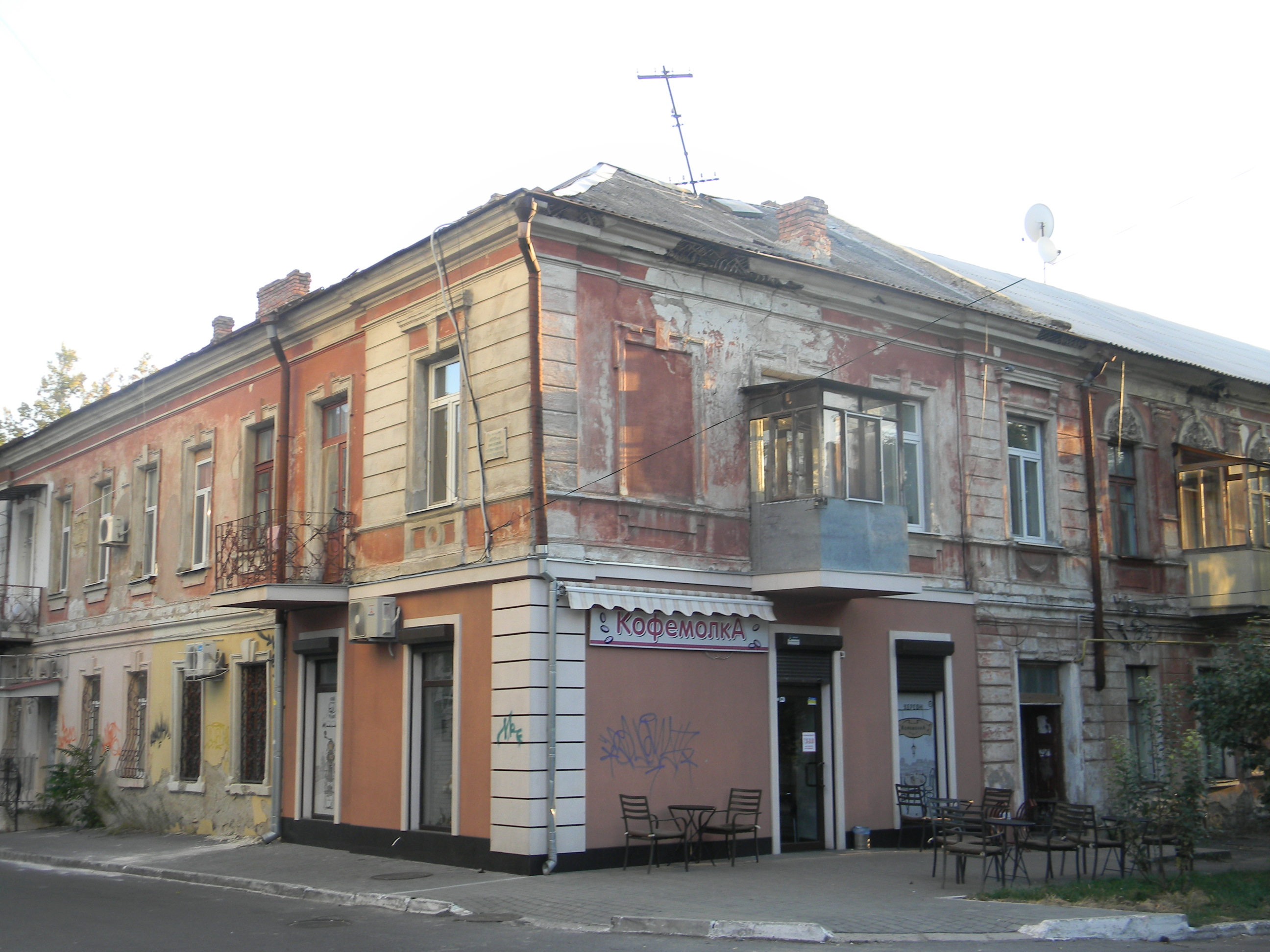
Будинок по вул. Пилипа Орлика, 17, Херсон

Будинок, в якому мешкав Коста Хетагуров — пам'ятка в м. Херсон (Херсонська область, Україна) на вул. Пилипа Орлика, 17. Будинок побудований у другій половині ХІХ ст.
Двоповерховий кам'яний житловий будинок, кутовий. Наприкінці ХІХ — поч. ХХ ст. в будинку розміщувався готель «Гранд отель». Інтер'єр будинку змінювався у зв'язку з призначенням приміщення.
Тут 29 травня 1899 року, як повідомляла Херсонська газета «Юг», оселився Коста (Костянтин) Леванович Хетагуров (1859–1906) — осетинський поет-демократ, відомий громадський діяч, засновник осетинської літератури. Він прибув до Херсона під наглядом поліції. Приводом для заслання за межі Осетії було сфабриковане обвинувачення у виступах проти гноблення народів Кавказу царським урядом. Прохання поета про визначення місця проживання у Таврійській губернії Міністерство внутрішніх справ визнало «не подлежащим удовлетворению», замість чого запропонувало Херсонську губернію.
За час проживання в готелі (з 29 травня по 25 червня 1899 р.) К. Л. Хетагуров ознайомився з містом, через відсутність засобів для існування робив спроби знайти роботу, продовжував свою літературну діяльність, вів листування з рідними та друзями.
26 червня 1899 р. Хетагуров отримав дозвіл на переїзд до Очакова для відпочинку та покращення стану здоров'я.
Нині — житловий будинок. У 1939 році у зв'язку з 80-річчям з дня народження видатного сина осетинського народу на фасаді будинку встановлено меморіальну дошку із мармуру.